# جوز مقيء
إسطركن الجوز المقيء   أو جوز القيء    (أو جوزة القيء) (الاسم العلمي: Strychnos nux-vomica) هو نوع من النباتات يتبع جنس الإسطركن من الفصيلة اللوغانية. وهي بذور سامة للشجرة مستديمة الخضرة strychnos nuxvomica موطنها الهند وشمال أستراليا بذورها مرة الطعم جدا وسامة جدا.
يحوي العقار المستخرج من البذور الجافة مركبات من أشباه القلويات مثل الستريكنين Strychnine والبروسين Brucine الشبيه بالإستركنين، وله أثر قوي في الحركات العضلية غير الإرداية في الأمعاء.
الإستركنين يزيد تدفق عصائر المعدة ويمتص سريعا عندما يصل الأمعاء ليعمل علي الجهاز العصبي المركزي فيجعل التنفس عميقا وبسرعة ويبطيء حركة القلب بإثارة العصب الحائر وتصبح حواس الشم والسمع واللمس والرؤية حادة ويرفع ضغط الدم.